# Sasha Weemaes
Sasha Weemaes (Sint-Niklaas, 9 febbraio 1998) è un ciclista su strada e pistard belga che corre per il team Wagner Bazin WB; è professionista dal 2018.

## Palmarès

### Strada
- 2015 (Juniores)

3ª tappa, 1ª semitappa Sint-Martinusprijs Kontich (Waarloos, cronometro)
3ª tappa, 2ª semitappa Sint-Martinusprijs Kontich (Kontich > Kontich)
- 2016 (Juniores)

1ª tappa Keizer der Juniores (Reningelst > Reningelst)
- 2017 (EFC-L&R Vulsteke, due vittorie)

5ª tappa Ronde van Oost-Vlaanderen (Herzele > Herzele)
3ª tappa Tour de Moselle (Bertrange > Serémange-Erzange)
- 2018 (EFC-L&R Vulsteke, tre vittorie)

Youngster Coast Challenge
Campionati belgi, Prova a cronometro Under-23
1ª tappa Paris-Arras Tour (Le Cateau-Cambrésis > Villers-lès-Cagnicourt)
- 2020 (Sport Vlaanderen-Baloise, una vittoria)

Heistse Pijl
- 2023 (Human Powered Health, una vittoria)

7ª tappa Tour de Langkawi (Muar > Seremban)

#### Altri successi
- 2015 (Juniores)

Classifica a punti Sint-Martinusprijs Kontich
- 2019 (Sport Vlaanderen-Baloise)

Ruddervoorde Koerse
- 2021 (Sport Vlaanderen-Baloise)

Ruddervoorde Koerse

### Pista
- 2016

Campionati belgi, Corsa a eliminazione Junior
Campionati belgi, Inseguimento individuale Junior
Campionati belgi, Scratch Junior

## Piazzamenti

### Classiche monumento
- Parigi-Roubaix

2024: ritirato

### Competizioni mondiali
- Campionati del mondo su pista

Astana 2015 - Velocità a squadre Junior: 7º
Astana 2015 - Inseguimento a squadre Junior: 13º
Astana 2015 - Omnium Junior: 9º
Aigle 2016 - Inseguimento a squadre Junior: 12º
Aigle 2016 - Chilometro a cronometro Junior: 15º
- Campionati del mondo su strada

Doha 2016 - In linea Junior: 95º

### Competizioni continentali
- Campionati europei su pista

Montichiari 2016 - Inseguimento a squadre Junior: 5º
Montichiari 2016 - Omnium Junior: 5º
Anadia 2017 - Inseguimento a squadre Under-23: 2º
Berlino 2017 - Inseguimento a squadre: 8º
Berlino 2017 - Inseguimento individuale: 7º
Glasgow 2018 - Inseguimento a squadre: 7º
Glasgow 2018 - Inseguimento individuale: 22º
Gand 2019 - Inseguimento a squadre Under-23: 2º
Alkmaar 2019 - Inseguimento a squadre: 7º
Alkmaar 2019 - Chilometro a cronometro: 14º
- Campionati europei su strada

Tartu 2015 - Cronometro Junior: 13º
Tartu 2015 - In linea Junior: ritirato